# Cethosia hermanni
Cethosia hermanni är en fjärilsart som beskrevs av Hans Fruhstorfer 1900. Cethosia hermanni ingår i släktet Cethosia och familjen praktfjärilar. Inga underarter finns listade i Catalogue of Life.